# Nicholas Negroponte
Nicholas Negroponte (Nueva York, 1 de diciembre de 1943) es un informático y arquitecto estadounidense de origen griego, más conocido como fundador y director del MIT Media Lab, un laboratorio de diseño y nuevos medios del Instituto Tecnológico de Massachusetts MIT y en el cual es profesor desde 1966. En 1992, se implicó en la creación de la revista especializada en informática Wired Magazine como inversor minorista. Es el impulsor del proyecto que pretende producir computadoras portátiles de bajo coste, concretamente con un precio de 100 dólares, para disminuir la brecha digital en los países menos desarrollados, proyecto que presentó en 2005 en el Foro Económico Mundial en Davos, Suiza. De este modo, la fundación "Un portátil para cada niño" (OLPC por sus siglas en inglés), iniciada por Negroponte y otros miembros de la facultad del MIT Media Lab, pretende desarrollar el uso de la informática e Internet en países poco desarrollados.
Es hermano de John Negroponte y Laura Negroponte, miembros del Consejo de Inteligencia Nacional de Estados Unidos.
Es autor del libro Ser digital (1995), en inglés: Being digital, en el cual hace un paralelismo entre el mundo real compuesto de átomos y el mundo informático compuesto de bits.
Uruguay fue el primer país de habla hispana en incorporarse en el programa "One Laptop per Child" de Negroponte en el año 2006. La última computadora del primer periodo fue entregada en octubre del 2009. Sin embargo, el programa se ha ido ampliando con los años, de modo que no solo se entregan computadoras a los niños de primaria, sino también a los estudiantes de Educación Secundaria y a los del Consejo de Formación en Educación. A partir de 2015 también se entregarán tabletas a los jubilados que perciban menos de 24.416 pesos uruguayos (33.232 pesos uruguayos en noviembre de 2019).
En diciembre de 2008 llega con el proyecto "Un ordenador para cada niño" a Colombia.
Fue elegido como la persona número 7 en la serie documental 26 personas para salvar al mundo (presentada por el argentino Jorge Lanata), bajo el nombre de "El inventor".